# Aposymbioza
Aposymbioza (łac. aposymbiosis) – okresowe życie samodzielne organizmów symbiotycznych, po ich sztucznym lub naturalnym rozdzieleniu.